# Jalen Penrose
Jalen Penrose (Boston, 9 dicembre 1994) è un pallavolista statunitense, opposto dei Caribes de San Sebastián.

## Carriera

### Club
La carriera di Jalen Penrose inizia a livello giovanile con il Beantown, partecipando parallelamente ai tornei di livello scolastico con la CRLS. In seguito entra a far parte della squadra universitaria della Penn State, in NCAA Division I: dopo aver saltato l'annata 2014, si disimpegna coi Nittany Lions dal 2015 al 2018, disputando due volte le fasi finali del torneo. 
Nella stagione 2018-19 sigla il suo primo contratto da professionista in Repubblica Ceca, dove partecipa alla Extraliga con il Karlovarsko, mentre nella stagione seguente approda nella 1. Bundesliga tedesca, militando per un biennio nell'Herrsching, prima di trasferirsi nella Lega Nazionale A svizzera nell'annata 2021-22, per difendere i colori dello Schönenwerd.
Nel campionato 2022-23 è di scena nella V.League Division 2 giapponese, con il Safilva Hokkaido, mentre al termine dell'annata torna in patria per disputare la NVA 2023 con i Las Vegas Ramblers, venendo insignito del premio come miglior opposto. Si trasferisce quindi a Porto Rico nel corso della Liga de Voleibol Superior Masculino 2023, grazie all'ingaggio da parte degli Indios de Mayagüez; nell'edizione seguente del torneo indossa la casacca dei Caribes de San Sebastián, conquistando lo scudetto e venendo inserito nello All-Star Team del torneo.

### Nazionale
Nel 2021 debutta in nazionale in occasione del campionato nordamericano, chiuso al quinto posto. In seguito conquista l'oro alla NORCECA Final Six 2023.

## Palmarès

### Club
- Campionato portoricano: 1

2024

### Nazionale (competizioni minori)
- NORCECA Final Six 2023

### Premi individuali
- 2024 - Liga de Voleibol Superior Masculino: All-Star Team